# Lesson in Violence
Lesson in Violence ist eine deutsche Thrash-Metal-Band aus Schweinfurt.

## Geschichte
Ursprünglich war die Band als Brain Damage aktiv und gründete sich im Jahr 2019 neu. Der Name wurde gewählt, weil alle Mitglieder große Anhänger des Thrash Metal nach US-amerikanischem Vorbild sind und vor allem Bands wie Slayer, Testament oder Exodus zu den Einflüssen der einzelnen Musiker zählen. Der Bandname ist eine Anspielung auf den Thrash-Metal-Klassiker der Band Exodus aus dem Jahre 1985: A Lesson in Violence aus dem Album Bonded by Blood. Mit diesem Bandnamen wollte Band jedem Metalfan klarmachen, in welche musikalische Richtung es bei Lesson in Violence gehen soll. 
Nach einigen Songwriting-Sessions verließ der Gitarrist Michael „Micky“ Wehner (Ex-Vendetta) die Band, um sich weiterhin Brain Damage als seinem Soloprojekt zu widmen. Man trennte sich im Guten und verpflichtete André Loesch, der der Band bereits bekannt war. Es folgten einige regionale Gigs und für das Jahr 2020 standen größere Shows an. Zum Auftakt veranstaltete die Band selbst das Lessons in Metal mit den Bands Goregonzola, Insulter und April in Flames. Die Veranstaltung war sehr erfolgreich, weshalb sich die Band dazu entschied, weitere Konzertabende nach diesem Vorbild zu veranstalten und eine eigene Konzertreihe zu schaffen. Durch die Corona-Pandemie gab es für Lesson in Violence allerdings keine Möglichkeit, die Live-Aktivitäten zu verfolgen und man konzentrierte sich deshalb auf das Songwriting und die Produktion des ersten Albums. Mit vier Songs des zu erwartenden Albums konnten Lesson in Violence Thomas „Duck“ Dargel von Iron Shield Records von sich überzeugen, und so reiste die Band im Oktober 2021 nach Berlin, um einen Plattenvertrag zu unterzeichnen. Das Album erschien dann am 18. Februar 2022 bei Iron Shield Records als 106. Veröffentlichung des Labels. Die Kritiken des Albums waren durchweg sehr positiv. So vergab zum Beispiel Buffo Schnädelbach von der Rock Hard eine Bewertung von 7,5:

„Thrasher wissen natürlich, wer bei der Taufe der Combo aus Schweinfurt als Pate fungierte: the one and only Exodus, die 1985 mit ,Bonded by Blood‘ einen der wichtigsten Genre-Klassiker veröffentlicht haben, auf dem die Kalifornier der Welt u.a. mit dem brachialen Nackenbrecher ,A Lesson in Violence‘ zeigten, wo in der Bay Area der Hammer hängt. Damit versteht es sich beinahe von selbst, dass die Kapelle um Riffmaster Gary Holt die Unterfranken und ihren Erstschlag hörbar beeinflusst hat. Allerdings gehen LESSON IN VIOLENCE einen ganzen Tacken straighter zu Werke als die Kulttruppe oder andere Genre-Pioniere aus der Gegend von San Francisco wie Death Angel oder Vio-lence. Auch wenn in einigen Bereichen - z.B. beim Sprechgesang von Florian Negwer und in puncto Eigenständigkeit - noch Luft nach oben ist, dürfte ,The Thrashfall of Mankind‘ jedem Genrefan ein Lächeln ins Gesicht zaubern. So versprühen urwüchsige Nummern wie ,Dissembling Wings‘, ,Social Madness‘ oder der Titeltrack reichlich ,good friendly violent fun‘, um Exodus am Ende noch mal zu bemühen.“

Auch in der Legacy kam das Erstlingswerk The Thrashfall of Mankind gut an und wurde mit 10 Punkten bewertet.
Insgesamt wurde das Album auch im Internet sehr positiv aufgenommen was letztlich auch zu guten Verkaufszahlen führte und der Band weitere Bekanntheit verschaffte.
Zu Beginn des Jahres 2022 trennte sich Lesson in Violence vom Gitarristen André Loesch. Für die Zukunft der Band wurde man sich nicht einig, wo man die Schwerpunkte setzen sollte, von daher trennte man sich einvernehmlich. Die verbleibenden Bandmitglieder sind immer noch mit André Loesch befreundet. Als Ersatz stieß Michael Helbig von der Band Goregonzola dazu und ist nun festes Mitglied der Band.
Im Jahr 2022 konnten wieder Konzerte veranstaltet werden, und Lesson in Violence spielte auf Festivals wie dem Metal Franconia Festival oder dem Infernum Meets Porkcore Fistevil, unter anderem mit Bands wie J.B.O., Cypecore, Ektomorf, Fleshcrawl, Soul Demise, Bodyfarm, Critical Mess, Absorb, Debauchery, Disbelief und Crisix.
Im Herbst 2022 holte die Band dann ihre Release-Party für das Album The Thrashfall of Mankind nach, indem sie das Lessons in Metal 2 veranstaltete. Die Band spielte zusammen mit Godslave, Reactory und Entera im Stattbahnhof in ihrer Heimatstadt Schweinfurt vor einer ausverkauften Halle. Mittlerweile waren beide Lessons in Metal-Veranstaltungen sehr erfolgreich, weshalb die Band diese Konzertreihe fortsetzen wird. im Herbst 2023 fand das Lessons in Metal 3 statt. 
Im Juli 2022 gab es einen weiteren Besetzungswechsel. Drummer Matthias Krapp verließ die Band in Freundschaft und es stieß Gareth Lathan dazu.
Aktuell arbeitet die Band am zweiten Album.
Lesson in Violence ist Mitglied im Rockverband Schweinfurt e.V.

## Diskografie
- 2022: The Thrashfall of Mankind (Album, Iron Shield Records)
- 2024: No Need for Death (Album, Iron Shield Records)